# Flores de Ávila
Flores de Ávila település Spanyolországban, Ávila tartományban.  Lakosainak száma 270 fő (2024).

## Népesség
A település népessége az utóbbi években az alábbiak szerint változott:
| Lakosok száma | 428  | 401  | 384  | 364  | 347  | 326  | 314  | 306  | 287  | 270  |
|               | 2001 | 2004 | 2006 | 2009 | 2011 | 2014 | 2016 | 2019 | 2021 | 2024 |